# Xã Glaize, Quận Jackson, Arkansas
Xã Glaize (tiếng Anh: Glaize Township) là một xã thuộc quận Jackson, tiểu bang Arkansas, Hoa Kỳ. Năm 2010, dân số của xã này là 966 người.